# Culture des Émirats arabes unis
 (juillet 2009).
Si vous disposez d'ouvrages ou d'articles de référence ou si vous connaissez des sites web de qualité traitant du thème abordé ici, merci de compléter l'article en donnant les références utiles à sa vérifiabilité et en les liant à la section « Notes et références ».

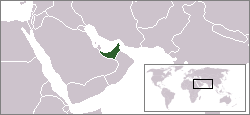
Les Émirats arabes unis (en vert).

La culture des Émirats arabes unis est celle de l'État fédéral créé en 1971, au Moyen-Orient, par l'union de sept émirats. Façonnée au fil des décennies par différentes composantes nationales, qui forment l’identité du pays, elle se caractérise par sa grande diversité.

## Population

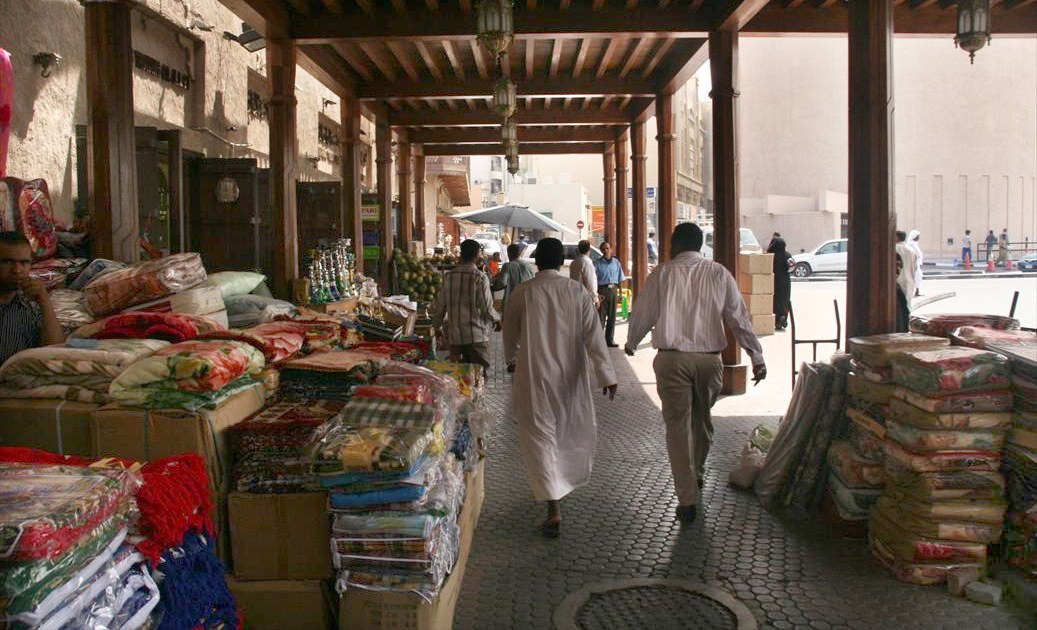
Un souk traditionnel à Deira, Dubaï.

La population aux É.A.U. est très diversifiée : en plus de la population d’origine émirienne, on trouve des immigrés en provenance d’Inde, du Pakistan, d’Afghanistan, du Bangladesh et des Philippines. En plus de ces minorités, il y a une importante population d’expatriés européens.
La population totale est estimée à 6,4 millions de personnes dont seulement 15 ou 20 % sont Émiriens. La population croît de 4 % chaque année, selon les statistiques officielles. 76 % de la population est musulmane, mais il y a également un nombre important d’hindous et de chrétiens. La langue officielle des É.A.U. est l’arabe, mais d’autres langues telles que l’anglais, l’hindî, l’ourdou et le persan sont parlées par un grand nombre de personnes. Une population très pauvre donne lieu à des maisons faites de divers moyens.

## Culture
Les É.A.U. ont une culture très diverse, enrichie par l’arrivée de populations immigrées venant d’abord de l’Iran au début du XXe siècle, puis d’Inde et du Pakistan dans les années 1960. En dépit de la diversité de la population, il y a eu peu de tensions ethniques entre les différents groupes de population.
La culture émirienne est fondée sur les principes de l’Islam et de la culture traditionnelle arabe et bédouine. L’influence arabe est présente dans l’architecture, la musique, la cuisine et le mode de vie des Émiriens. Les musulmans sont conviés à faire la prière cinq fois par jour par le muezzin, qui les appelle du haut du minaret dans les mosquées. Le week-end commence le vendredi, jour saint pour les musulmans.

## Langue
- Démographie des Émirats arabes unis
- Arabe du Golfe, Arabe

## Traditions

### Religion
- Religion aux Émirats Arabes Unis (en)

- Bouddhisme dans le monde, Christianisme par pays, Nombre de musulmans par pays, Nombre de Juifs par pays , Irréligion
- Islam aux Émirats arabes unis, Sunnisme
- Chiisme aux Émirats arabes unis (en)
- Chrétiens des Émirats arabes unis
- Bouddhisme au Moyen-Orient (en)
- Hindouisme dans la Péninsule Arabique (en) (490 000 hindouistes en 2010, 660 000 en 2020, estimations pour les seuls Émirats arabes unis)
- Sikhisme aux Émirats arabes unis (en)
- Foi baha'ie aux Émirats arabes unis (en)
- Histoire des Juifs dans la Péninsule Arabique (en)
- Liberté de religion aux Émirats Arabes Unis (en)
- Irréligion aux Émirats arabes unis

### Symboles
- Armoiries des Émirats arabes unis, Drapeau des Émirats arabes unis
- Ishy Bilady, hymne national des Émirats arabes unis
- Cheval arabe, Faucon, Tribulus, Dishdasha

## Société
- Culture au Moyen-Orient
- Femmes aux Émirats arabes unis (en)

- Éducation aux Émirats arabes unis (en)
- Démographie des Émirats arabes unis
- Expatriés aux Émirats arabes unis (en)
- Diaspora émiratie (en)

### Mœurs vestimentaires

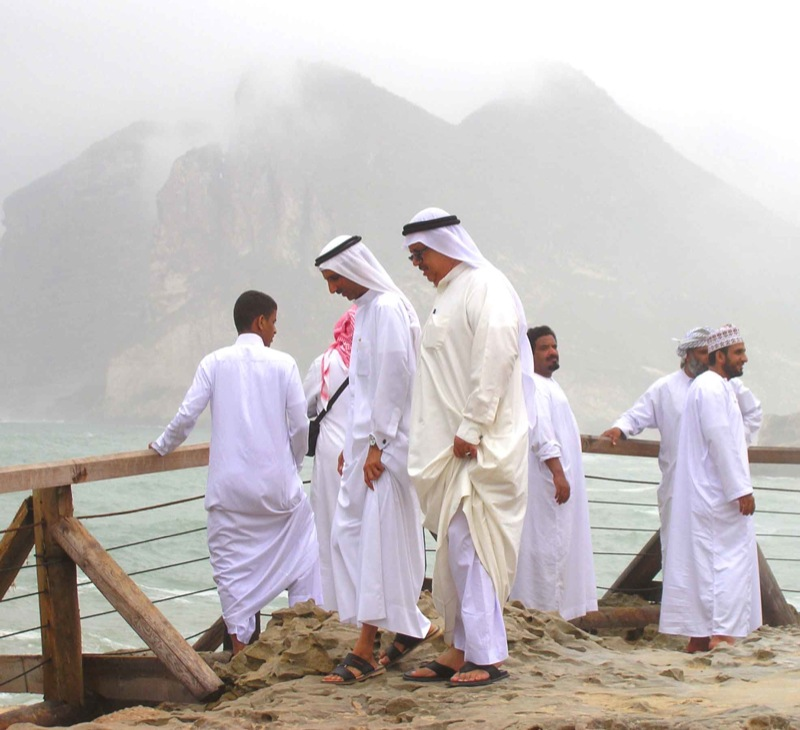
Des hommes portant le dishdasha.

Les Émirats arabes unis n’imposent pas le port du voile, contrairement à l’Arabie Saoudite, mais beaucoup d’Émiriens préfèrent se vêtir selon la mode traditionnelle. Ainsi, les hommes portent le thawb ou le dishdasha, une chemise longue qui recouvre les jambes jusqu’aux chevilles généralement en coton blanc. Les femmes portent l’abaya, une longue tunique colorée qui recouvre le corps entier ; certaines d’entre elles portent également un voile qui recouvre leurs cheveux. Ces tenues sont particulièrement adaptées au climat chaud et humide des Émirats arabes unis. Cependant, la mode occidentale reste populaire, en particulier parmi les jeunes. On trouve toutes les grandes marques occidentales dans les centres commerciaux et les femmes peuvent s’habiller comme elles le souhaitent. Cependant, il est conseillé de se vêtir modestement et d’éviter les vêtements trop courts et provocants dans les endroits fréquentés par les familles émiriennes. Les étrangers sont invités à respecter les coutumes locales afin de n’offenser personne.
- Dishdasha

### Fêtes
- Jours fériés publics aux Émirats arabes unis (en)

## Arts de la table

### Cuisine(s)
- Cuisine des Émirats arabes unis
- Cuisine arabe
- Cuisine du Moyen-Orient

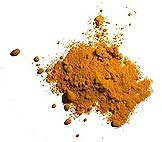
La cuisine émirienne est très épicée (ici de la poudre de curcuma).

Les É.A.U. ont adopté la cuisine de ses pays voisins tels que l’Iran, l’Arabie saoudite et Oman. La viande, le poisson et le riz constituent la base de la cuisine émirienne. La viande est généralement grillée. Les Émiriens utilisent beaucoup d’épices dans leur cuisine, notamment la coriandre, la cardamome, le safran et le curcuma.
Durant le mois du Ramadan, on consomme le Harees, plat composé de viande hachée, de blé et d’eau. Les desserts les plus répandus sont al halwa, al Kul Wiskut et al Jibeet, qui sont très riches en sucre. Les dattes sont également consommées régulièrement par les Émiriens, soit au moment de rompre le jeûne du mois de Ramadan, soit en dessert accompagné de thé ou de café.
Du fait de la diversité de la culture émirienne, on peut à présent trouver toutes sortes de cuisines étrangères. La cuisine indienne y est notamment très répandue et de bonne qualité.

## Santé
- Santé, Santé publique, Protection sociale
- Santé aux Émirats arabes unis (en)

### Sports, arts martiaux
- Sport aux Émirats arabes unis (en)
- Cricket aux Émirats arabes unis (en)
- Football aux Émirats arabes unis (en)
- Émirats arabes unis aux Jeux olympiques
- Émirats arabes unis aux Jeux paralympiques, Jeux paralympiques,
- Jeux du Commonwealth
- Sports traditionnels des Émirats arabes unis (en)
  - Course traditionnelle de bateaux
  - Fauconnerie
  - Course de dromadaires

## Artisanats
- Artisanat d'art

## Littérature
- Liste d'écrivains émiratis (en)
- Ibadi siyar (en)
- Al 'azi, poésie chantée
- Al-Taghrooda, [=vocabulary_thesaurus-1 Al-Taghrooda, poésie chantée traditionnelle des Bédouins dans les Émirats arabes unis et le Sultanat d’Oman] (Unesco, 2012)
- Nabati, La poésie Nabati
- Al Wana, poésie de performance, Al Wana
- Al Shila, poésie chantée avec accompagnement de Rabâb, Al Shila

### Poésie et littérature
La richesse des compositions littéraires arabes et de leurs thèmes est tenue en haute estime. La poésie fait depuis toujours partie intrinsèque de la culture nationale, s’inscrivant dans une longue tradition de communication orale, en grande partie favorisée par la transmission du Coran. Cette poésie trouve d’ailleurs le plus clair de son inspiration dans la foi et rend hommage au Dieu suprême Allah. Dans la culture bédouine, tout homme capable d’éloquence et sachant composer des vers fait l’objet d’un respect presque religieux. Les thèmes qui dominent dans la poésie locale sont la satire, la chevalerie, l’éloge de soi-même et des autres, le patriotisme, la religion, la famille et l’amour.
Le style et la forme de la poésie dans les émirats ont été largement influencés par l’érudit arabe du VIIIe siècle Al Khalil Bin Ahmed puis par la civilisation islamique en Andalousie. Le poète le plus connu dans les émirats est Ibn Majid, né entre 1432 et 1437 à Ras Al-Khaimah. Issu d’une prospère famille de marins, Ibn Majid a laissé 40 compositions.
Au XVIIe siècle le poète Ibn Dahir pratiquait la poésie populaire dite Nabati qui utilisait le dialecte quotidien contrairement à la poésie arabe classique.
Moubarak al-Owais (1887-1959) et Ahmed bin Sulayem (1905-1976) ont été les plus grandes figures littéraires des émirats au XXe siècle, en particulier dans le domaine de la poésie arabe classique.
Trois autres poètes de Sharjah, connus sous le nom de Hirah Group, ont également exercé leur talent au cours du XXe siècle : Khalfan Musaba (1923-1946), Sheikh Saqr al-Qasimi (1925-1993), ancien dirigeant de Sharjah, et Sultan bin Ali al-Owais (1925-2000), qui reprend surtout le style de la poésie populaire dite Nabati, une forme vernaculaire très répandue depuis le XVIe siècle.

### L'industrie littéraire
Au total, le nombre de livres publiés en arabe, soit d’œuvres originales soit de traductions, est beaucoup plus bas que dans d’autres régions ou dans d’autres langues. C’est surtout la traduction qui a été identifiée comme moyen de faciliter l’échange d’idées avec le monde arabe et est en même temps considérée essentielle pour une amélioration du dialogue interculturel. En accord avec ce développement, dans la région du Golfe arabe il y a des tendances de souligner plus fortement l’importance du rôle du secteur littéraire, à l’aide de différentes initiatives culturelles, comme plusieurs foires et prix des livres organisés chaque année dans les E.A.U. Parmi ces initiatives est entre autres celle de la Fondation Mohammed bin Rashid al Maktoum, qui a créé le plan de faire traduire plus de 1 000 livres en trois ans, à travers le programme ‘Tarjem’, lancé en février 2008. Le programme a comme but principal de stimuler la réalisation de traductions de qualité vers l’arabe de best-sellers publiés dans le monde entier en diverses langues. En plus, la fondation publie la première Encyclopédie de la narration arabe complète du monde, qui explore, analyse et illustre ce genre littéraire arabe. Un autre évènement de grande importance pour l’industrie littéraire dans les E.A.U. est la foire internationale du livre d’Abou Dabi, qui figure parmi les plus connues dans ce domaine, et qui est en plus une des foires littéraires avec la croissance la plus rapide au Moyen-Orient. La foire est organisée par Kitab, coentreprise entre l’ADACH et la Foire du livre de Francfort. En mars 2008, la dix-huitième édition de l’évènement attirait 482 exposants de 42 pays, représentant une augmentation de l’espace de 25 % et quelque 600 000 titres publiés par 400 éditeurs du monde entier. Différents prix ont été lancés dans les E.A.U. pour récompenser des auteurs responsables pour d’importantes contributions à la culture arabe. Un des plus importants prix dans ce domaine est le prix du livre Cheikh Zayed. Ce prix indépendant est présenté chaque année à des écrivains, intellectuels et des éditeurs primés pour l’excellence de leur travail, ainsi que de jeunes talents de littérature ou traduction qui ont enrichi la vie arabe culturelle, littéraire et sociale. Le prix a été créé sous le patronage de la direction de la culture et du patrimoine d’Abou Dabi (ADACH) et la valeur du prix s'élève à 7 millions AED.

## Média
- Média aux Émirats arabes unis (en)
- Dubai Media City

### Presse
- Liste de journaux et magazines aux Émirats arabes unis (en)

### Télévision
- Télévision aux Émirats arabes unis (en)

### Internet (.ae)
- Internet aux Émirats arabes unis
- Télécommunications aux Émirats arabes unis
- Censure d'internet aux Émirats arabes unis

## Arts visuels
- Arts des Émirats arabes unis
- Arts visuels aux EAU, site Institut français
- Artistes émiratis (en)
- Abu Dhabi Tourism Authority (en)
- Culture & Arts Authority of Dubaï (2008)
- Emirates Fine Arts Society (en)	(Sharjah, 1980)
- Sharjah Art Foundation (en)
- Musées et galeries d'art aux EAU (en)
- Foires : Art Dubai (en) (2007), Art in Dubai (en),SIKKA Art Fair (en) (2001), Biennale de Charjah (1993)

### Peinture
- Peintres émiratis (en)

### Sculpture
- Sculpteurs émiratis (en)

### Architecture

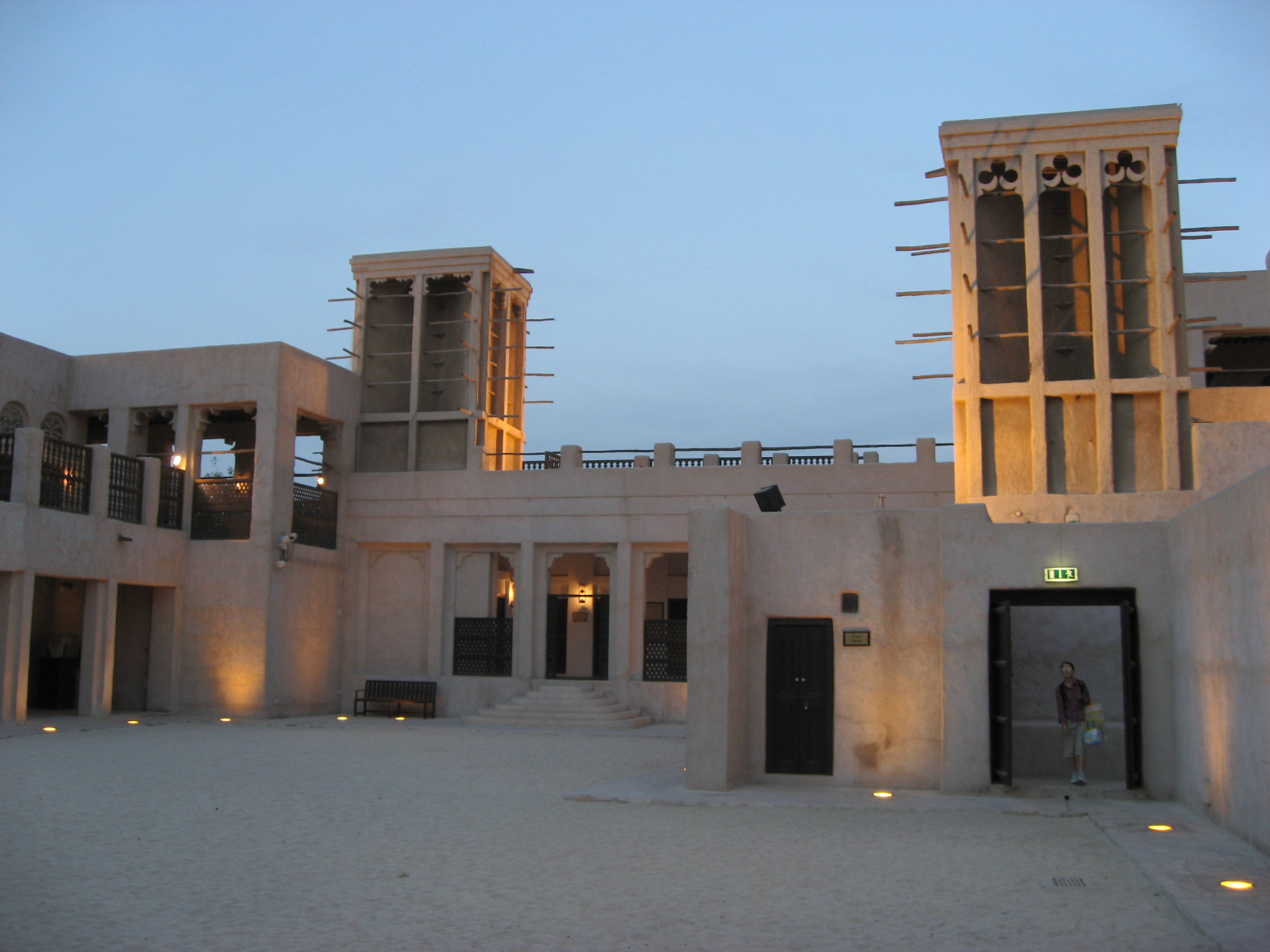
Tours à vent ou Badgir à Dubaï.

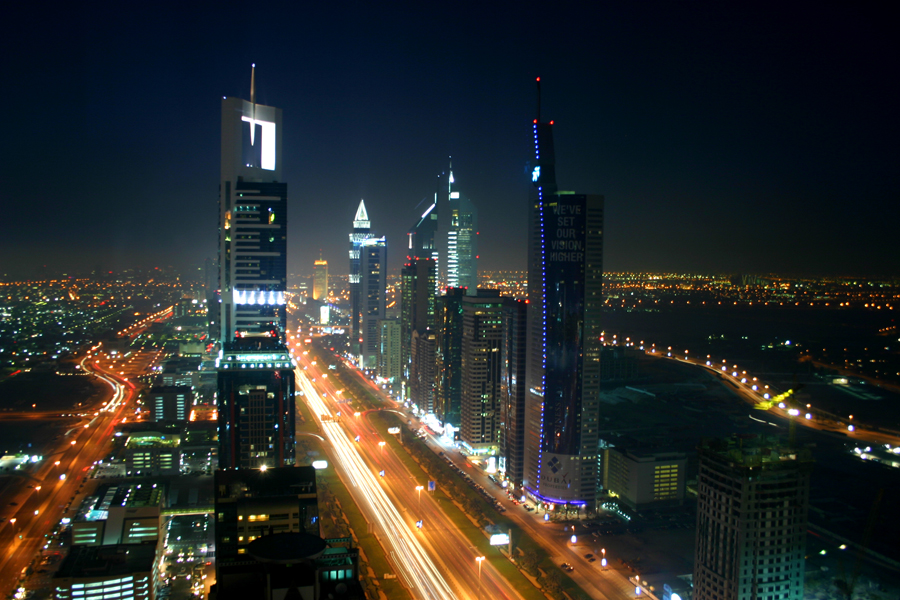
Dubaï la nuit.

- Architecture aux Émirats arabes unis
- Architecture des Émirats arabes unis (en)
- Architecture islamique, Architecture iranienne
- Badguir (Windcatcher ou Tour à vents)
- Architectes émiratis (en)
- Liste de villes des Émirats arabes unis
- Villes nouvelles aux Émirats arabes unis : Masdar City, Al Karama (UAE) (en), RAK Gateway (en)

Les ressources étant limitées et les conditions de vies rudes, les matériaux de construction utilisés par les Émiriens étaient simples, tout en étant adaptés au climat et à l’environnement. Tandis qu’elles utilisaient des tentes facilement transportables durant leurs voyages, les premières tribus construisirent également des maisons faites de boue et recouvertes par des feuilles de palmier. Ces matériaux isolaient l’intérieur de ces demeures de la forte chaleur. Les pièces des habitations étaient généralement disposées autour d’une cour intérieure où les repas étaient préparés pour toute la maisonnée. Pour améliorer la ventilation, des tours à vent (ou badgir) furent construites.
Les bâtiments publics étaient traditionnellement des forts où siégeait le gouvernement local.
La croissance économique rapide des dernières décennies permit aux É.A.U. de répondre aux besoins nouveaux en termes de logements et de bâtiments publics. Une nouvelle forme d’architecture plus moderne remplaça l’architecture traditionnelle et donna naissance aux buildings de verre et d’acier que l’on peut admirer aujourd’hui, changeant ainsi le paysage urbain. Cependant, dans un effort de préservation de l’architecture traditionnelle, le gouvernement incite la construction de bâtiments à l’aspect traditionnel.

### Photographie
- Photographes émiratis (en)
  - Karima Shomali (1965-)[13]

## Arts du spectacle

### Musique
- Musique aux Émirats arabes unis (en)
- Festivals de musique aux Émirats arabes unis (en)
- Musique islamique
- Dubai International Jazz Festival (en)
- Dubaï Desert Rock Festival

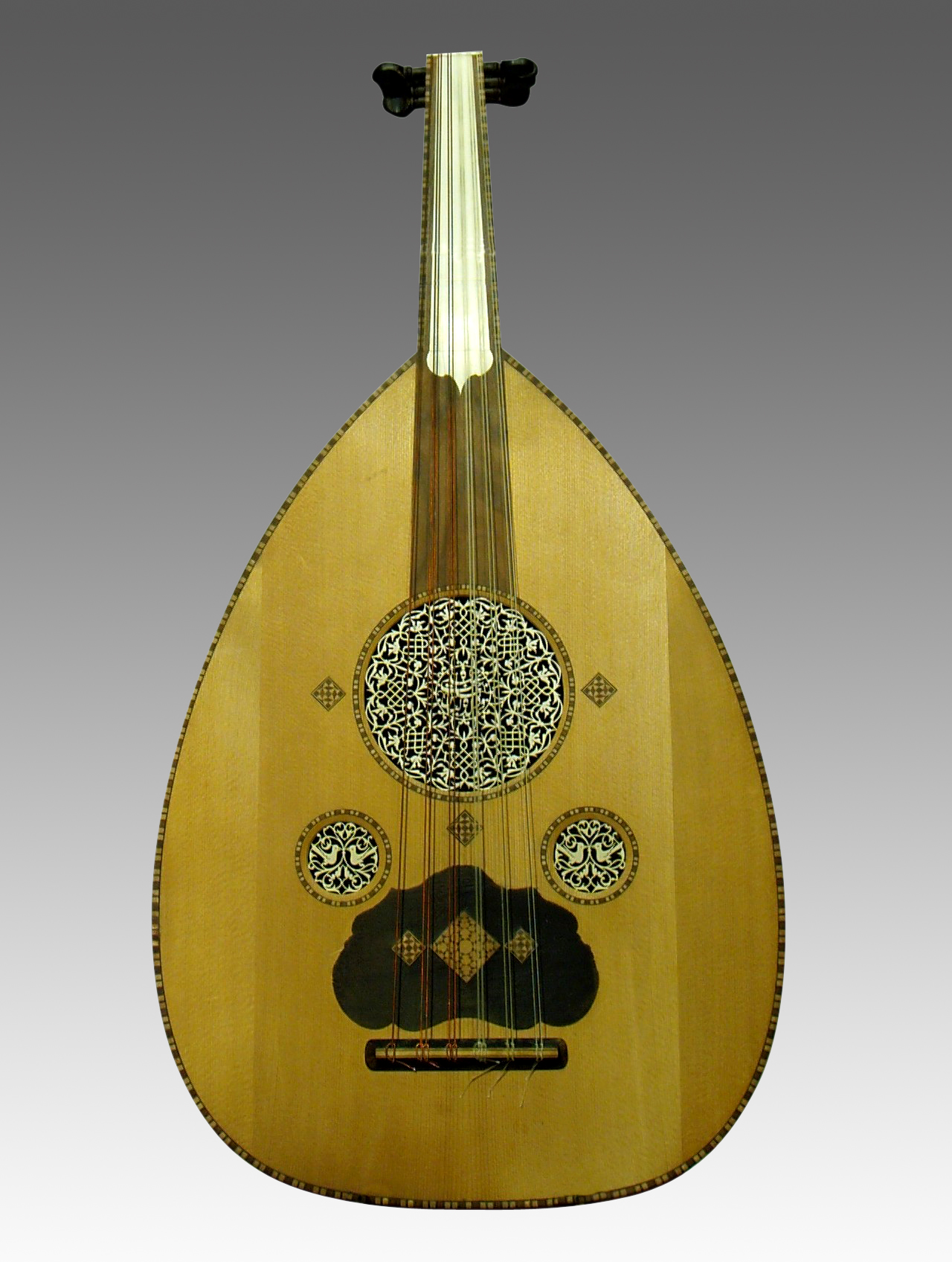
Oud.

Comme la poésie, la musique et la danse tiennent une grande place dans la culture arabe. En raison de nombreuses relations commerciales que la ville entretenait avec l’étranger, les instruments de musique traditionnels, que l’on peut découvrir au cours des célébrations publiques ou privées sont ici les mêmes que ceux utilises dans tout le reste du golfe persique. Et tout d’abord l’oud, l'un des principaux instruments arabes, assez proche d’une mandoline ou d’une petite guitare. Son corps est fait d’un bois solide mais flexible (oud signifie d’ailleurs « bâton flexible »), comme l’acajou par exemple. Autre instrument original mais très populaire le habban ou la cornemuse arabe, fait d’un corps en peau de chèvre surmonté de deux pipes (l’une pour souffler l’air dans le sac et l’autre pour produire un son). Parmi les percussions : le manior, une ceinture en coton ornée de sabots de chèvre produisant des cliquetis au gré des mouvements du danseur ; ou encore le taba, un tambour empruntant différentes tailles et formes… Tous ces instruments sont faits dans des matériaux locaux et disponibles sur place tels que peaux de bête, sabots, ossements, bois, etc.
Les nombreuses danses folkloriques traditionnelles sont pratiquées lors des mariages ou des manifestations festives. Reflétant les modes de vie ancestraux et leurs rites, elles rythmaient le quotidien comme les événements les plus importants. Ainsi, avant d’attaquer un autre clan, les bédouins entamaient les danses al-ayaala, dans le but de réveiller le courage des guerriers. Munis de bâtons ou de sabres, les hommes, rangés sur deux lignes face à face, dansaient et chantaient tour à tour en célébrant l’unité de la tribu. Un film consacré à cette danse du courage et de la bataille peut être visionnée au musée de Dubaï.
Il y a aussi la danse orientale vieille de plus de 5000 ans qui est essentiellement pratiquée par les femmes. Le liwa, au tempo beaucoup plus rapide ressemble plus à une danse africaine à la rythmique très soutenue. Importée par les marchands du continent africain, cette danse est restée très populaire à Dubaï. Les travailleurs des navires perliers, qui partaient parfois pour de longs et difficiles mois en mer, s’encourageaient aussi à la tâche à l’aide de mélopées. Danse et musique rythmaient également les mariages ou célébraient les épreuves de la vie du prophète Mahomet ainsi que ses bienfaits.

### Danse
- Danse aux Émirats arabes unis
- Al Ayala dance (en)
- Liwa (musique et danse) (en)
- Yowla (en), danse à l'épée
- Nadba (en)

### Cinéma
- Cinéma émirati
- Cinéma arabe

Les projets cinématographiques sont développés aux E.A.U. À Dubaï, ce développement a été accéléré par l’établissement de Dubaï Studio City, un centre de services cinématographiques intégrés qui fait partie de Tecom Investments. La société a investi 110 millions de dirhams dans la construction de 18 studios qui ont été inaugurés en 2008. Les studios sont utilisés par des organisations de radiodiffusion régionales et internationales. Sur un territoire de plus de 2 millions de mètres carrés, Dubaï Studio City contiendra 14 studios d’enregistrement, un grand espace pour les tournages en extérieur (325 000 m2), des bureaux commerciaux, des studios préconstruits, un centre administratif et des studios de post-production. Le projet a le but de fournir des infrastructures et des services de classe internationale pour faire prospérer le secteur du cinéma, de la télévision, de la radio et de la post-production, en favorisant la formation d’Émiriens et d’expatriés dans le secteur,.
En plus, l’émirat d’Abou Dabi et aussi en train de supporter l’industrie cinématographique à s’établir dans l’Emirat. En 2008, l’Abu Dhabi Media Company (ADMC) a créé une filiale de financement du cinéma, prévoyant de consacrer plus d’un milliard de dollars (3,67 milliards de dirhams) à la réalisation, y compris la conception et le financement de 40 longs métrages au minimum au cours des cinq prochaines années. La nouvelle association, dénommée ‘Imagenation Abu Dhabi’, est en train de créer des coentreprises avec Hollywood et d’autres producteurs internationaux afin de créer des films à distribuer mondialement, en même temps travaillant également avec des cinéastes Moyen-Orientaux dans le but de réaliser des films en arabe, entre autres,,.
Le nombre de films réalisés chaque année aux E.A.U. augmente continuellement. Suivant la crise économique internationale, les représentants de l’industrie cinématographique mondiale, en particulier les États-Unis, s’orientent de plus en plus vers la région du Golfe arabe afin d’explorer de nouvelles sources de financement de films. Ainsi, les producteurs de cinéma émiriens profitent non seulement d’une infrastructure bien développée, mais aussi de l’accès aux ressources financières nécessaires pour la réalisation de nouveaux films dans le pays,.

## Patrimoine

### Musées et autres institutions
- Musée de Dubaï

Les É.A.U abritent de nombreux musées, tant traditionnels que modernes. Situé à Bur Dubaï, le Musée de Dubaï a une riche collection d'armes, de vêtements traditionnels et d'instruments de musique. Au sous-sol, on peut trouver des maisons Arabes traditionnelles, des écoles et des souks. Le quartier de Bur Dubaï est le quartier le plus traditionnel de Dubaï. Il est situé dans une crique formée naturellement par un bras de mer qui s'étend jusqu'à l'intérieur de la ville. Il est possible de traverser la crique par bateau afin de gagner Bur Dubaï depuis Deira. De nombreux souks, ainsi que le port avec ses bateaux de commerce traditionnels, offrent aux touristes un aperçu de l'histoire et de la culture du pays.
Le musée d'Ajman a ouvert en 1981. Il abrite une collection très ancienne d'objets historiques et d'armes traditionnelles.
Les jardins de Ain Al Madhab à Fujaïrah attirent des centaines de touristes du monde entier, qui viennent se détendre au spa, se promener dans le vaste parc et admirer les expositions de vêtements traditionnels, de poterie et d’ustensiles.
Les émirats de Ras el Khaïmah et de Charjah ont également leurs musées. D’abord un souk jusqu'en 1987, le musée de Civilisation islamique de Sharjah a été rénové récemment. Le bâtiment est orné de motifs islamiques et abrite une importante collection d’objets historiques tels que des armes et des bijoux provenant du monde arabe.

### Musées et galeries d’art
De nombreux émirats ont construit des musées réputés, en particulier l’émirat de Sharjah avec son Heritage District qui abrite 17 musées, et qui était la capitale culturelle du monde arabe en 1998. La fondation culturelle d’Abou Dabi est aussi un lieu important pour l’exposition d’art indigène et étranger. À Dubaï, dans le quartier d’Al Quoz, on trouve de nombreuses galeries d’art. Abou Dabi a pour ambition de devenir un centre d’art à renommée internationale en créant un lieu réservé uniquement à la culture sur l’île de Saadiyat. Six grands projets vont voir le jour sur cette île : le Musée national Zayed conçu par Foster + Partners, un musée d’art moderne Guggenheim Abou Dabi qui sera conçu par Frank Gehry, un musée classique, le Louvre Abou Dabi conçu par Jean Nouvel, un musée maritime conçu par Tadao Ando, un centre de spectacles conçu par Zaha Hadid, et un parc Biennale avec 16 pavillons. Dubai a également pour projet de construire un musée Kunsthal et un quartier uniquement réservé aux galeries d’art et aux artistes.

### Liste du Patrimoine mondial
La liste du Patrimoine mondial de UNESCO comprend une partie du patrimoine culturel des Émirats Arabes Unis.

### Liste représentative du patrimoine culturel immatériel de l’humanité
Le programme Patrimoine culturel immatériel (UNESCO, 2003) a inscrit dans sa liste du patrimoine culturel immatériel de l'humanité aux Émirats arabes unis :
- 2011 : Al Sadu, tissage traditionnel dans les Émirats arabes unis[25].
- 2012 : la fauconnerie, un patrimoine humain vivant[26].
- 2014 : Al-Taghrooda, poésie chantée traditionnelle des Bédouins dans les Émirats arabes unis et le Sultanat d’Oman[27].
- 2014 : Al-Ayyala, un art traditionnel du spectacle dans le Sultanat d’Oman et aux Émirats arabes unis[28].
- 2015 : le café arabe, un symbole de générosité[29].
- 2015 : Le Majlis, un espace culturel et social[30].
- 2015 : l’Al-Razfa, un art traditionnel du spectacle[31].